# Philipp von Lucke
Philipp Hans Rudolf Friedrich von Lucke (* 7. Mai 1872 in Mückenhain; † 1. Mai 1931 ebenda) war ein deutscher Jurist, Landrat und Rittergutsbesitzer.

## Leben
Seine Eltern waren Marianne Kühne-Wanzleben (1847–1905) und der Landrat a. D. Hans von Lucke (1842–1911). Philipp von Lucke studierte Rechtswissenschaften an der Ruprecht-Karls-Universität Heidelberg und der Georg-August-Universität Göttingen. 1891 wurde er Mitglied des Corps Saxo-Borussia Heidelberg. 1892 schloss er sich dem Corps Saxonia Göttingen an.
Nach Abschluss des Studiums absolvierte er das Referendariat und bestand im Herbst 1899 das Regierungsassessor-Examen für den preußischen Staatsdienst und wurde Regierungsassessor bei der Regierung Stettin. 1907 wurde er Landrat des Landkreises Rothenburg/Oberlausitz. Im Oktober 1919 wurde er aus dem Staatsdienst entlassen. Er lebte seitdem auf seinem 400 Hektar großen Rittergut Mückenhain und bekleidete das Amt des Landesältesten. Bereits 1907 folgte er dem Beispiel seines Vaters und wurde Mitglied der Oberlausitzischen Gesellschaft der Wissenschaften.
Er war seit 1910 mit Erika Alwine Luise Frieda von Muschwitz (* 1887) verheiratet. Ihre Tochter Annemarie von Lucke (* 1913) war mit Albrecht Ernst von Thaer verheiratet. Sein Sohn Christian von Lucke (1919–2012) war Offizier in der Wehrmacht und Bundeswehr, aus der er als Oberst ausschied.